# Leyburn
Leyburn est une petite ville et une paroisse civile du Yorkshire du Nord, en Angleterre. Elle est située dans le Wensleydale, la vallée de la rivière Ure. Administrativement, elle dépend du district du Richmondshire. Au moment du recensement de 2011, elle comptait 2 183 habitants.